# Sunset Boulevard (muzikál)
Sunset Boulevard je muzikál Andrew Lloyd Webbera (hudba) a Dona Blacka a Christophera Hamptona (texty a libreto). Muzikál je založen na oscarovém snímku Billyho Wildera Sunset Blvd. z roku 1950, jehož děj se točí kolem bývalé filmové hvězdy Normy Desmond, která sní o svém návratu před kamery.
Jedná se o příběh romantický, ale hlavně tragický. Muzikál byl poprvé uveden v letech 1991 a 1992 na Sydmonton Festival. Od následujícího roku byl uveden na West Endu (Londýn) a Los Angeles a v roce 1994 na Broadwayi (New York) – v roli Normy Desmond Patti LuPone (West End) a Glenn Close (L.A. + Broadway) a v hlavní mužské roli Kevin Anderson (West End) a Alan Campbell (L.A. + Broadway).